# Paolo Bianchi (giornalista)
Paolo Bianchi (Biella, 4 luglio 1964) è uno scrittore, giornalista e traduttore italiano.
Vive a Milano. Nel 2022 ha cofondato a Milano la scuola di scrittura Colombre. 

## Attività giornalistica
Giornalista professionista, ha lavorato negli anni Ottanta e Novanta come redattore alle riviste Atlante (De Agostini, poi De Agostini-Rizzoli Periodici), Bell’Europa (Giorgio Mondadori, poi Cairo editore) e ha collaborato ai periodici Bell’Italia, Arte, Airone, Focus, Panorama, Il Mucchio selvaggio. Ha collaborato con il quotidiano "Il Giornale" dal 1994 al 2010, dapprima in cronaca e poi nelle pagine di cultura. Dal 2010 scrive per le pagine di cultura del quotidiano Libero. Dal 2018 collabora nuovamente al Giornale.

## Opere
- Avere 30 anni e vivere con la mamma, Bietti, 1997 ISBN 978-88-8248-003-5
- Uomini addosso, Es, 1999 ISBN 978-88-86534-76-5
- Il mio principe azzurro, Es, 2001, con Igor Sibaldi. ISBN 978-88-87939-22-4
- Delitti d'amore (AA.VV.), Mondadori, 2004
- La repubblica delle marchette, Stampa Alternativa, 2004, con Sabrina Giannini. ISBN 978-88-7226-838-4
- La cura dei sogni, Salani Editore, 2006 ISBN 978-88-8451-478-3
- Per sempre vostro, Salani Editore, 2009 ISBN 978-88-8451-901-6
- I maledetti (AA.VV.), Vallecchi, 2010 ISBN 978-88-8427-205-8
- Inchiostro antipatico. Manuale di dissuasione dalla scrittura creativa, Bietti, 2012 ISBN 978-88-8248-252-7
- Eros in giallo (AA.VV. a cura di), Es, 2014 ISBN 978-88-98401-41-3
- L'intelligenza è un disturbo mentale, Cairo Editore, 2016 ISBN 978-88-6052-673-1
- Donne smarrite, uomini ribelli, Cairo Editore, 2018 ISBN 978-88-6052-932-9
- Dell'inutilità della scrittura, inchiesta sull'editoria italiana, Editrice Bibliografica, 2021 ISBN 978-8893573245
- La scomparsa di Maristella, Bietti, 2023, ISBN 978-8882485207

## Traduzioni
- Douglas Adams, Mark Carwardine, L'ultima occasione, Armenia/Geo, 1991
- Anonimo cinese, Vita di una donna amorosa, Es, 1994, Sperling & Kupfer, 1995
- Pierre Drieu La Rochelle, Memorie di Dirk Raspe, SE, 1996
- Loulou Morin, Madame de V**** vede solo nero, Es, 1997
- Maxim Jakubowski, Vita nel mondo delle donne, Es, 1997, Euroclub, 1998
- Rachel Simon, In autobus con mia sorella, Bompiani, 2003
- Greg Iles, Il progetto Trinity, Piemme, 2005
- James W. Hall, Acqua profonda, Piemme, 2006
- Greg Iles, La memoria del fiume, Piemme, 2007
- Greg Iles, Il pianto dell'angelo, Piemme, 2008, con Tommaso Labranca.
- Jay McInerney, L'ultimo scapolo, Bompiani, 2009
- Douglas Adams, Mark Carwardine, L'ultima occasione, Mondadori, 2016
- Pierre Louÿs, Aphrodite, Es, 2017 (edizione e-book)
- AA.VV. Le terre immaginate, (a cura di  Hwu Lewis-Jones), Salani, 2019, con Laura Serra.
- Gabrielle Levy, L’appuntamento degli insonni, Salani Editore, 2020